# Landorf (Stallwang)
Landorf ist ein Gemeindeteil der Gemeinde Stallwang im niederbayerischen Landkreis Straubing-Bogen.
Das Dorf liegt zwischen Stallwang und Konzell, zwei Kilometer vom Hauptort Stallwang entfernt, an der Staatsstraße 2326 nördlich des Kandelbachs.
Landorf bildet eine geschlossene Gemarkung. Diese umfasst das Gebiet der 1972 nach Stallwang eingegliederten früheren Gemeinde Landorf.
Kirchlich gehört Landorf zur katholischen Pfarrei St. Michael in  Stallwang.

## Geschichte
Die ehemalige Gemeinde umfasste 1964 auf einer Fläche von gut 807 Hektar neben dem Hauptort Landorf die Weiler Haidhof, Ried, Untermannbach und Utzmannsdorf und die Einöden Großfeld, Heubelwies, Höhenstein, Kammersdorf, Königseck, Oberkinsach, Penzhaus, Piehl, Piehlmühl und Steinbühl. Ursprünglich waren Grünleiten und Stubenhof Orte der Gemeinde Landorf, die aber seit 1946 zur Gemeinde Stallwang gehören. Am 1. Januar 1977 wurde die Gemeinde aufgelöst und fast vollständig nach Stallwang eingegliedert. Der Weiler Ichenberg kam zu Konzell.